# Alejandro Chomski
Alejandro Chomski, né le 27 novembre 1968 à Buenos Aires (Argentine) et mort le 4 novembre 2022 dans la même ville, est un monteur, réalisateur et scénariste argentin.

## Filmographie

### comme Réalisateur
- 1997 : Alexander and the Terrible, Horrible, No Good, Very Bad Day (court métrage)
- 1998 : Dry Martini (court métrage)
- 2003 : Hoy y mañana
- 2007 : Feel the Noise
- 2008 : A Beautiful Life (en)
- 2012 : Dormir al sol
- 2016 : Maldito Seas Waterfall!
- 2016 : Existir sin vos. Una noche con Charly García (documentaire)
- 2017 : Alek
- 2020 : In the Country of Last Things

### comme Scénariste
- 2003 : Dormir al sol
- 2003 : Hoy y mañana

### comme Monteur
- 2002 : Toutes les hôtesses de l'air vont au paradis (Todas las azafatas van al cielo)

### comme Acteur
- 2000 : We Married Margo de J. David Shapiro (en) : Mexican Priest